# Бобенцино
Бобенцино (пол. Bobięcino, нім. Papenzin) — село в Польщі, у гміні Мястко Битівського повіту Поморського воєводства.
Населення — 121 особа (2011).
У 1975-1998 роках село належало до Слупського воєводства.

## Демографія
Демографічна структура станом на 31 березня 2011 року:
|          | Загалом | Допрацездатний вік | Працездатний вік | Постпрацездатний вік |
| -------- | ------- | ------------------ | ---------------- | -------------------- |
| Чоловіки | 58      | 13                 | 43               | 2                    |
| Жінки    | 63      | 23                 | 33               | 7                    |
| Разом    | 121     | 36                 | 76               | 9                    |